# Mient Jan Faber
Mient Jan Faber (Coevorden, 14 december 1940 – Amstelveen, 15 mei 2022) was een Nederlandse wiskundige en vredesactivist, die vooral bekend werd als algemeen secretaris van het Interkerkelijk Vredesberaad (IKV).

## Jeugd en opleiding
Zijn vader was een ambtenaar, afkomstig uit Friesland. Er waren zes kinderen in het gereformeerde gezin Faber. In 1968 behaalde Faber zijn doctoraalexamen wis- en natuurkunde aan de VU. Zes jaar later promoveerde hij op het onderwerp Metrizability in generalized ordered spaces (1974) bij hoogleraar Maarten Maurice.

## IKVOS en IKV
Hij was van 1974 tot 1983 algemeen secretaris van het Interkerkelijk Vormingswerk Ontwikkelingssamenwerking (Ikvos) in Den Haag. Ook in 1974 volgde hij Jan ter Laak op als algemeen secretaris van het Interkerkelijk Vredesberaad. Hij wist het secretariaat daarvan snel uit te breiden tot het centrum van een nieuwe vredesbeweging. In 1977 startte het IKV de landelijke campagne Help de kernwapens de wereld uit, om te beginnen uit Nederland, bedacht door IKV-voorzitter Ben ter Veer als drijvende kracht. Faber werd de politieke strateeg en het boegbeeld van de beweging, bijgestaan door een snel groeiende staf op het Haagse IKV-kantoor en door minstens honderd lokale IKV-kernen.

## Grote massademonstraties

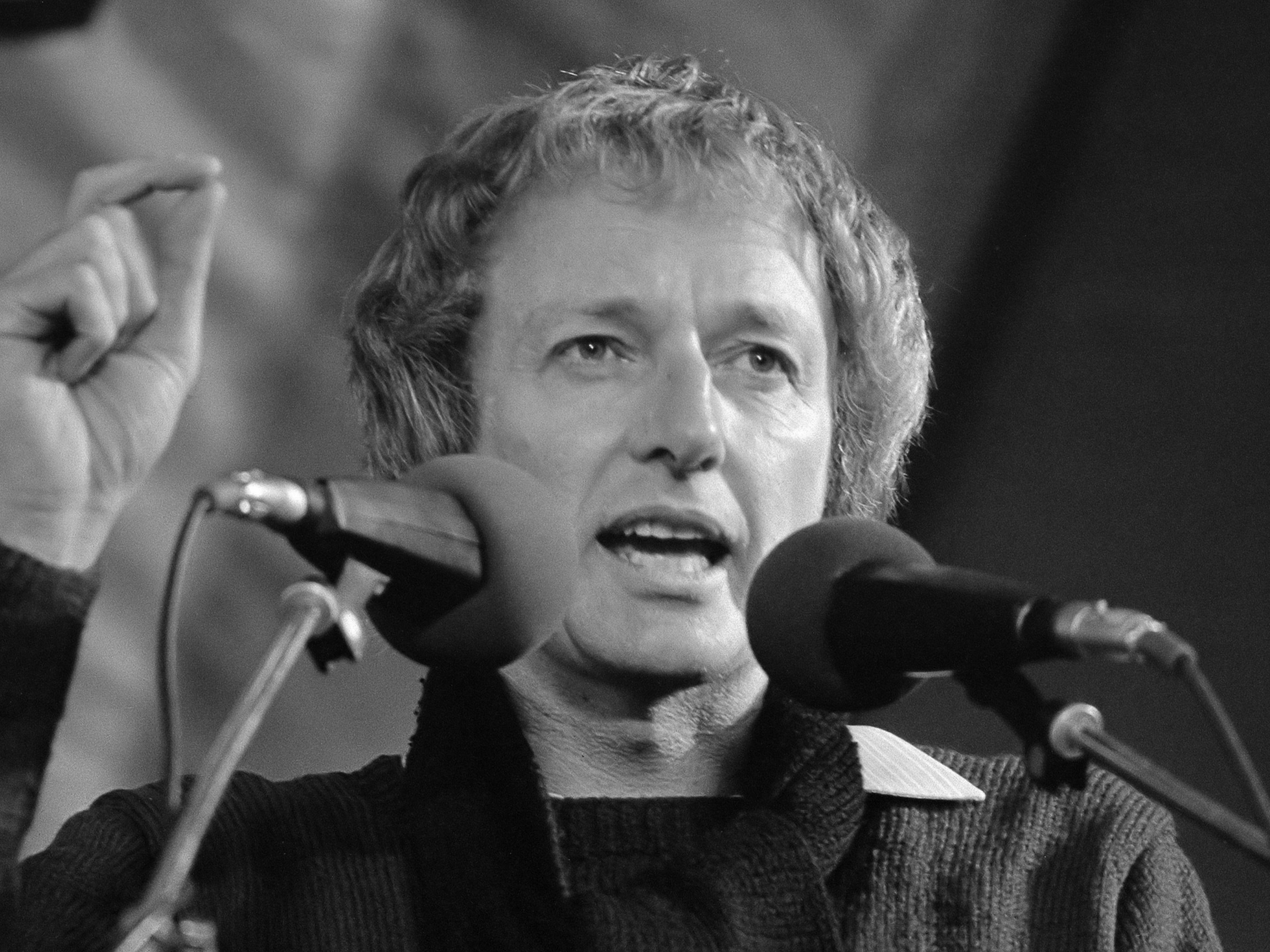
Mient Jan Faber (1983)

In de jaren tachtig werd Faber bekend als een van de leiders van de internationale vredesbeweging. Deze organiseerde in West-Europa en de Verenigde Staten grote massademonstraties tegen kernwapens met honderdduizenden deelnemers. In Nederland vonden deze plaats in Amsterdam (1981) en Den Haag (1983). Hij verbond de strijd tegen de wapenwedloop nadrukkelijk met de strijd voor democratie en mensenrechten in Oost-Europa. Hij en andere IKV-medewerkers werden door de Oost-Europese inlichtingendiensten voortdurend gevolgd en tegengewerkt. Hij werd enkele malen opgepakt en Oostbloklanden uitgezet. Ook Westerse inlichtingendiensten toonden hun grote belangstelling.

## Verbinding met Oost-Europese dissidenten
Hij maakte vele reizen, ook naar landen van het Oostblok, om de samenwerking van de West-Europese vredesbewegingen inhoud en richting te geven. Faber ontmoette talrijke dissidenten, onder wie DDR-dissident Rainer Eppelmann. Nadat die minister van defensie was geworden vroeg hij Faber het Oost-Duitse leger te helpen hervormen. Ook Václav Havel en Lech Wałęsa waren bekenden van hem.

## Na de val van de Muur
Na de val van de Berlijnse Muur richtte hij zijn aandacht in het bijzonder op de oorlogen in voormalig Joegoslavië, later ook op de Kaukasus, het Midden-Oosten en Irak. Hij zette zich krachtig in voor de nabestaanden van de massamoord in Srebrenica.
Faber bleef algemeen secretaris van het IKV tot 2004. Al in 2003, na het begin van de Tweede Golfoorlog, nam hij binnen het IKV het controversiële standpunt in dat de oorlog in elk geval moest doorgaan totdat Saddam Hoessein was gevallen. Het IKV ontwikkelde zich onder invloed van nieuwe oorlogen steeds meer tot een niet-pacifistische organisatie voor conflictbeheersing, waardoor het zwaartepunt van het werk steeds meer opschoof naar de conflictgebieden. Van plaatselijke IKV-kernen was steeds minder sprake en ook de relaties met de kerken kregen minder aandacht. In 1990 pleitte Faber met betrekking tot de Eerste Golfoorlog voor een politieke oplossing, maar ook voor internationale militaire aanwezigheid. In Irak was Faber eind 2002 en begin 2003 bij de Tweede Golfoorlog nog stelliger voor militair ingrijpen. Het bracht hem in aanvaring met onder andere de Raad van Kerken. De pacifistische Quakers verlieten bijgevolg het IKV. De voorzitter van Pax Christi Nederland, bisschop Ad van Luyn, nam in dezen in Amsterdam deel aan een vredesdemonstratie, maar Faber liep niet mee. Hierdoor kwam Faber allengs in een isolement. De functie van algemeen secretaris werd in 2004 opgeheven; Faber trad toen terug. Vanaf dat moment kwam het IKV onder leiding van een directeur. Bij het jubileum van het IKV in 2006 werd Faber alsnog gehuldigd.
In 2014 leek Faber ook afstand te nemen van de grote vredesdemonstraties uit de jaren 80, waarvan hijzelf de drijvende kracht was geweest. Hij herinnerde zich in een Haags kerkblad de "romantiek" van het gebeuren in die jaren en verklaarde verder onder meer, dat kernwapens natuurlijk ook functioneren voor oorlogspreventie. Hij zei erbij, dat hij het liefst zou zien dat er helemaal geen kernwapens zouden zijn, maar in de 'immorele en idiote situatie' waarin we nu leven en waarin ze er wel zijn, zouden ze dan maar de stabiliteit moeten bevorderen. Later relativeerde Faber zijn uitspraken in het kerkblad van 2014 door op het ironische karakter ervan te wijzen.
Faber had dus, net als IKV- voorzitter Ben ter Veer, steeds de overtuiging dat de strijd tegen de kernbewapening in dienst moest staan van een bredere, politieke strijd om fundamentele veranderingen in Oost Europa, richting meer democratie en een andere Europese veiligheidssituatie. Daarvoor is hij zich ook na 1989 blijven inzetten.
Vanaf 2014 openbaarden zich de eerste tekenen van ziekte, waardoor Faber besloot geen interviews meer te geven, omdat hij begreep dat hij zijn ideeën niet meer adequaat onder woorden kon brengen. In mei 2022 overleed hij op 81-jarige leeftijd.

## Andere activiteiten
In 1994 werd Faber politiek directeur van het Helsinki Citizens Assembly (HCA) in Bakoe/Parijs. In 2004 werd hij bijzonder hoogleraar aan de Vrije Universiteit Amsterdam. Hij bezette daar de leerstoel 'Human security in war situations', een gezamenlijke leerstoel van de VU en het IKV.

## Publicaties
- M.J. Faber, Metrizability in generalized ordered spaces, VU-uitgeverij, Amsterdam 1974.
- Mient Jan Faber e.a., Zes jaar IKV campagne, Amersfoort 1983.
- Mient Jan Faber, "Strategieën voor de toekomst". In: Wim Bartels (red.),Tussen Oost- en West-Europa, Amersfoort 1983.
- Mient Jan Faber e.a., Vredespolitiek. IKV-voorstellen voor Oost-West, Noord-Zuid en ontwapening, Amersfoort 1985.
- Mient Jan Faber e.a., "Mij is gegeven alle macht". In: Geloof, kerk en politiek. Een bundel opstellen over de plaats van de vredesbeweging in kerk en maatschappij, Amersfoort 1986.
- Mient Jan Faber, Min x min = plus. Dagboekaantekeningen, Weesp 1985.
- Mient Jan Faber, Vooruitgeschoven spionnen. Bevrijd uit de boeien van de Koude Oorlog, Utrecht 2007.
- Mient Jan Faber, "Het samengaan van IKV en Pax Christi was met mij nooit gelukt". In: Dion van den Berg (red.), IKV 1966/2006: veertig jaar mobiliseren voor vrede, Den Haag 2006.
- Mient Jan Faber, Te Wapen, Houten 2011.